# Бајрон (Минесота)
Бајрон (енгл. Byron) град је у америчкој савезној држави Минесота.

## Демографија
По попису из 2010. године број становника је 4.914, што је 1.414 (40,4%) становника више него 2000. године.
| Група             | 2000.         | 2010.         |
| Белци             | 3.410 (97,4%) | 4.666 (95,0%) |
| Афроамериканци    | 8 (0,2%)      | 35 (0,7%)     |
| Азијати           | 31 (0,9%)     | 49 (1,0%)     |
| Хиспаноамериканци | 31 (0,9%)     | 88 (1,8%)     |
| Укупно            | 3.500         | 4.914         |